# Рекомендательная система
Рекомендательные системы (или рекомендательные технологии)— программы (веб-сервис), которые пытаются предсказать, какие объекты (фильмы, музыка, книги, новости, веб-сайты) будут интересны пользователю, имея определенную информацию о его профиле.
Рекомендательные технологии способны формировать персонализированные рекомендации, основываясь на анализе предпочтений, поведения и интересов пользователей.
Две основные стратегии создания рекомендательных систем — фильтрация на основе содержания и коллаборативная фильтрация. 

При фильтрации на основе содержания создаются профили пользователей и объектов, профили пользователей могут включать демографическую информацию или ответы на определённый набор вопросов, профили объектов могут включать названия жанров, имена актёров, имена исполнителей и другую атрибутивную информацию в зависимости от типа объекта. Например, в Music Genome Project музыкальный аналитик оценивает каждую композицию по сотням различных музыкальных характеристик, которые могут использоваться для выявления музыкальных предпочтений пользователя. 

При коллаборативной фильтрации используется информация о поведении пользователей в прошлом — например, информация о покупках или оценках. В этом случае не имеет значения, с какими типами объектов ведётся работа, но при этом могут учитываться неявные характеристики, которые сложно было бы учесть при создании профиля. Основная проблема этого типа рекомендательных систем — «холодный старт»: отсутствие данных о недавно появившихся в системе пользователях или объектах. 
В процессе работы рекомендательные системы собирают данные о пользователях, используя сочетание явных и неявных методов. Примеры явного сбора данных:
- запрос у пользователя оценки объекта по дифференцированной шкале;
- запрос у пользователя ранжировки группы объектов от наилучшего к наихудшему;
- предъявление пользователю двух объектов с вопросом о том, какой из них лучше;
- предложение создать список объектов, любимых пользователем.

Примеры неявного сбора данных:
- наблюдение за тем, что осматривает пользователь в интернет-магазинах или базах данных другого типа;
- ведение записей о поведении пользователя онлайн;
- отслеживание содержимого компьютера пользователя.

Рекомендательные системы сравнивают однотипные данные от разных людей и вычисляют список рекомендаций для конкретного пользователя. Некоторые примеры их коммерческого и некоммерческого использования приведены в статье о коллаборативной фильтрации. Для вычисления рекомендаций используется граф интересов.
Рекомендательные системы — удобная альтернатива поисковым алгоритмам, так как позволяют обнаружить объекты, которые не могут быть найдены последними. Любопытно, что рекомендательные системы часто используют поисковые машины для индексации необычных данных.
С 1 октября 2023 в России начала действовать норма, обязывающая владельцев интернет-ресурсов информировать о работе рекомендательных технологий, чтобы защитить пользователей от злоупотреблений со стороны платформ. 